# Tir McDohl
Tir McDohl es el protagonista del videojuego Suikoden. Es un joven guerrero con grandes habilidades de combate, que tiene la misión de conducir a un poderoso ejército con el fin de derrotar al malvado Imperio Scarlet Moon. McDohl también ha aparecido como un personaje seleccionable en los videojuegos Suikoden II y Konami Wai Wai Sokoban. En el canon oficial, el personaje no tiene un nombre, ya que este le es asignado por el jugador y simplemente se lo conoce como héroe o protagonista; en Suikoden II aparece con su apellido oficial de McDohl pero sin nombre. En las audionovelas no canónicas del juego se le dio finalmente el nombre de Tir, el cual fue adoptado por los fanes a falta de un nombre oficial. En el manga del juego además se le dio el nombre de Ryui. 

## Información general
Tir McDohl es un joven guerrero de complexión delgada y atlética. Tiene el cabello corto y sus ojos de color negro. Viste un atuendo de artes marciales estilo oriental de color rojo con pantalones amarillos y usa siempre una bandana verde en la cabeza. Su principal arma es el poderoso bastón del colmillo, el cual usa para atacar a sus enemigos. Dentro de la mitología del juego, McDohl tiene el rol de la Estrella Tenkai, la cual representa al cielo y es la encargada de reunir a las "108 Estrellas del Destino". 
Tir McDohl nació en la ciudad de Gregminster, capital del poderoso Imperio Scarlet Moon. Su padre es Teo McDohl, quien es un respetado militar del Imperio. Debido al alto rango de su padre y la temprana muerte de su madre, poco después de su nacimiento, Tir se pasó la mayor parte de su niñez entrenando para convertirse en un soldado del Imperio, bajo la tutela de un soldado llamado Gremio y sus sirvientes Cleo y Pahn. Tir además se volvió amigo de un muchacho llamado Ted. 
Al crecer, Mc Dohl finalmente se convirtió en un soldado de la guardia imperial, bajo las órdenes del comandante Kraze Miles. La vida de Tir tomó un rumbo inesperado, cuando en una de las cuestionables misiones de Kraze, el y sus compañeros se vieron acorralados por un poderoso enemigo y Ted se vio forzado a revelar que era el poseedor de una de las Runas Verdaderas, conocida como la Runa Come Almas con la que logran salir victoriosos. Al entrerarse de esto, los jueces del Imperio ordenan la captura de Ted, pero este logra pasarle su Runa a Tir, antes de ser encarcelado. 
Debido al enorme revuelo desatado, Tir y sus sirvientes son declarados traidores y se ven obligados a escapar del Imperio. Los protagonistas logran ser rescatados por un espadachín llamado Viktor, quien los lleva ante Odessa Silverberg, la líder del Ejército de Liberación que combate contra el Imperio Sailor Moon. Poco a poco Tir se va ganando el respeto de Odessa y el ejército de rebeldes hasta que finalmente, tras el asesinato de Silverberg, Tir es elegido para volverse el nuevo líder del ejército de liberación. Comprometido con este nuevo rango, Tir comienza una exitosa campaña para establecer alianzas con otros gobiernos, ganar poderosos guerreros aliados y extender la fuerza de su armada. Pero esto también resulta en un elevado costo, ya que por ser poseedor de la Runa Come Almas, Tir debe sufrir trágicos eventos de traición, conflicto y la muerte de sus seres queridos.

## Habilidades
Tir McDohl es un personaje con todos sus atributos muy bien balanceados y que destaca por su poder de ataque, que se vuelve cada vez más notorio al subir de nivel.
- Bastón: Es el principal arma de Tir, con su fuerte bastón puede golpear y eliminar a los enemigos, este además se va fortaleciendo y mejorando al subir de nivel:
- Runa Come Almas: Es un elemento mágico que Tir tiene equipado y no se puede remover. Le permite utilizar ataques especiales.
- Deadly Fingertips: Ataque especial que elimina al enemigo de un golpe, no funciona contra jefes.
- Black Shadow: Ataque especial que produce un daño de 300 HP a todos los enemigos.
- Violetta: Magia que solo se puede realizar en combinación con Alcides y paraliza a un enemigo.
- Hell: Ataque especial que destruye a todos los enemigos, no funciona contra jefes.
- Judgement: Ataque especial que produce un daño de 1500 HP a un enemigo.

## Apariciones en videojuegos
- Suikoden (1995, 1998 - PS1, Saturn, Windows): Tir McDohl es el protagonista de este RPG japonés y por lo tanto es controlable desde el inicio. Es además el líder del ejército de personajes que el jugador debe controlar.

- Suikoden II (1998 - PS1): Tir aparece como un personaje oculto que se puede unir al ejército del jugador si este carga una memoria con la partida grabada del juego Suikoden original y luego sigue unos pasos específicos dentro del juego.

- Gensou Suikoden: Card Stories (2001 - GBA): Juego de cartas coleccionables en donde McDohl aparece como el personaje en una de las cartas.

- Konami Wai Wai Sokoban (2006 - Móvil): Juego estilo Sokoban en donde se puede escoger a varios personajes conocidos de Konami, incluyendo a Tir McDohl.

### Cameos
- Mitsumete Knight R: Daibouken-hen (1998 - PlayStation): Al iniciar el juego por segunda vez ("Nuevo Juego +"), en el PrintStation del primer pueblo, el fondo cambia mostrando a numerosos personajes de Konami, incluyendo a Tir McDohl.[1]

- Astro Bot (2024 - PlayStation 5): Tir McDohl de Suikoden 1 aparece como un traje de VIP bot.

## Curiosidades
- En las audionovelas del juego, la voz de Tir McDohl fue interpretada por Suzumura Kenichi.